# 박리에우성
박리에우성(베트남어: Tỉnh Bạc Liêu / 省北遼)은 과거 베트남 남부 메콩강 삼각주 지방에 존재했던 구성이며, 해안을 끼고 있었다.
2025년 6월 12일에 박리에우성은 까마우성 성에 편입되었다.

## 역사
사이공 함락 후 1975년 4월 30일, 박리에우성과 까마우성은 민하이성이라는 하나의 새로운 성으로 통합되었다. 현재 베트남에 위치해 있지만, 이 지역은 수세기 전에 인도차이나의 대부분을 지배했던 크메르 제국의 일부였다. 이곳은 여전히 많은 중국계 띠에찌우족 외에 많은 크메르족의 고향이다. 1996년 민하이성이 둘로 갈라져 북동쪽은 박리에우성, 남서쪽은 까마우성이 되었다.

## 지리
박리에우는 메콩강의 본류에서 벗어난 남쪽 지방에 위치하지만, 일반적으로 메콩강 삼각주로 취급된다. 메콩강에서 가장 큰 도시인 껀터의 100km 남쪽에 위치한다.
열대 몬순 기후 지역에 위치한 박리에우성은 두 계절풍 계절이 있다.
- 여름 몬순 : 4월 말부터 10월까지 불어 오는 바람의 방향은 주로 서쪽과 남서쪽에서 비가 내리며, 이 지역에 폭우를 뿌린다. 박리에우는 폭풍과 열대 우림의 영향을 덜받는다. 이 계절에는 때때로 뇌우와 폭풍과 같은 강한 바람이 불어 생산과 사람들의 삶에 심각한 피해를 입힌다.
- 겨울 몬순 : 매년 11월부터 4월까지 해당한다. 주요 바람의 방향은 동쪽에서 불어오며, 바람은 북동풍 (보통 11월과 12월), 남동풍 (2월, 3월, 4월에)과 북동쪽 방향 (동쪽 및 11월과 12월의 북동쪽). 여름 몬순 기간에서 겨울 몬순 바람으로의 바뀌는 달은 대개 동서풍으로 나타난다.

박리에우는 해안선이 길고 해안풍이 강해 풍력 발전에 큰 잠재력을 가지고 있다.

## 경제
박리에우의 가장 중요한 산업은 쌀농사와 어로, 음식 가공, 의류 제조이다.

## 행정 구역
1개의 시사 와 5개의 현으로 나뉜다.

### 시
- 박리에우 시 (Bạc Liêu / 北遼)

### 시사
- 자라이 시사 (Giá Rai / 架淶)

### 현
- 동하이현 (Đông Hải / 東海)
- 호아빈현 (Hòa Binh / 和平)
- 홍전현 (Hồng Dân / 洪民)
- 프억롱현 (Phước Long / 福隆)
- 빈러이현 (Vĩnh Lợi / 永利)

## 같이 보기
- 메콩강 삼각주